# دوفلا
دوفلا (نام علمی: Dophla) نام یک سرده از زیرخانواده دریابدها است.